# أمير أورانيا

شعار أمير أوراني (1815–1884)

كونتات أوراني لأول عائلة أورانية. وهي ترمز لإمارة البرتقال.

بلدة/ مدينة Orange في فوكلوز. تم منحه للمدينة من قبل أمراء أوراني بيت قصر باوكز في الربع الأخير من القرن 12.

أمير أورانيا هو لقب يرتبط أصلاً بإمارة أوراني، فيما هي الآن جنوب فرنسا. تحت معاهدة أوترخت لعام 1713، تنازل فريدرش فيلهلم الأول ملك بروسيا عن إمارة أوراني للملك لويس الرابع عشر ملك فرنسا (مع الحفاظ على اللقب كجزء من التسمية الملكية للأسرات). وبعد أن توفى ويليام الثالث ملك إنجلترا بغير ولد نشأ نزاع بين يوهان فيليم فريسو وفريدريك الأول ملك بروسيا، انتهى بمعاهدة التقسيم (1732). وكنتيجة لهذه المعاهدة شارك ابن فريسو وليام الرابع لقب "أمير أورانج" (والذي كان له هيبة متراكمة في هولندا وجميع أنحاء العالم البروتستانتي) مع فريدرش فيلهلم الأول ملك بروسيا. وتقيلدياً فمن يحمل هذا اللقب هو ولي عهد الملك. وقد تغير حامل اللقب نتيجة البكورة المطلقة منذ عام 1983، وهذا يعني أن صاحبها إما أن يكون أمير أو أميرة أوراني.
والسلالة المالكة الهولندية عائلة أوراني - ناساو ليست العائلة الوحيدة التي تحمل اللقب. فقد كان هناك مطالبات متنافسة على اللقب من أباطرة وملوك آل هوهنتسولرن الألمانية ومن رب الأسرة النبيلة الفرنسية ميلي. والمستخدمون الحاليون للقب هم كاتارينا أماليا (أوراني-ناساو)، جورج فريدريك، أمير بروسيا (هوهنزولرن)، وجاي، ماركيز دي ميلي-نيسل (ميلي).

## حاملو اللقب

### ككونتات أورانج

#### عائلة أوراني
| الرقم | الاسم                     | الصورة | الميلاد | أصبح دوق/ دوقة أوراني | توقف عن اللقب | الوفاة | ألقاب أخرى      | زوجة                                                 |
| ----- | ------------------------- | ------ | ------- | --------------------- | ------------- | ------ | --------------- | ---------------------------------------------------- |
| 1.    | Pons de Mevouillon        |        |         |                       |               |        |                 | Blismodis                                            |
| 2.    | Pons II de Mevouillon     |        |         |                       |               |        |                 | Richilde                                             |
| 3.    | Laugier de Nice           |        |         |                       |               |        |                 | Odile de Provence                                    |
| 3.    | Rambaud de Nice           |        |         |                       |               |        |                 | Accelena d’Apt                                       |
| 4.    | Bertrand-Rambaud d'Orange |        |         |                       |               |        |                 | 1. Adélaïde de Cavenez Gerberge                      |
| 5.    | Raimbaut II ‏              |        |         |                       |               |        |                 | ?                                                    |
| 6.    | Tiburge d'Orange          |        |         |                       |               |        |                 | 1. Giraud Adhémar de Monteil 2. Guillaume d'Aumelas ‏ |
| 7.    | Raimbaut of Orange        |        |         |                       |               |        | Lord of Aumelas | لا يوجد                                              |

### كأمير أورانج السيادي
حتى عام 1340، كان من المعتاد أن يحمل كل أبناء أمير أوراني اللقب.
يظهر هنا فقط الخط المباشر لسليل ريمون الخامس.

#### عائلة بو
تسيدت عائلة بو إمارة أوراني عندما تزوج برتراند من بو وريثة آخر كونت من أوراني، Tiburge، ابنة ويليام، أوميلاس، ومونبلييه. وكان ابنهما وليام الأول من بو - أوراني. وكان برتراند ابن ريمون بو وستيفاني من جيفودان. وكانت ستيفاني ابنة شابة من جيربيرجا، وريثة كونتات بروفانس. من أجل جدول الأنساب، انظر المرجع المستشهد به:
| الرقم | الاسم             | الصورة | الميلاد   | أنشأ لقب أمير أوراني | توقف عن اللقب      | الوفاة             | ألقاب أخرى بينما لا زال أمير أوراني | أميرة أوراني      |
| ----- | ----------------- | ------ | --------- | --- | ------------------ | ------------------ | ----------------------------------- | ----------------- |
| 1.    | Prince Bertrand I |        | 1110/1115 | 1173 بعد وفاة زوج أخته Raimbaut, Count of Orange ‏، ارتقت كونتية أوراني إلى إمارة عام 1163 من قبل الإمبراطور الروماني فريدريك الأول بربروسا. | أبريل /أكتوبر 1180 | أبريل /أكتوبر 1180 | Lord of Baux ‏                       | Tibors de Sarenom |

وقد استخدم برتراند الأول كأمير أوراني شعار عائلة بو: نجمة بيضاء ذات 16 نقطة وضعت على حقل لوني. في وقت لاحق، ضم أمراء أوراني البوق كشخصية الشعار إلى شعارهم.

#### عائلة بو- أوراني
| الرقم | الاسم              | الشعار | الميلاد | أصبح أمير أورانيا | توقف عن اللقب      | الوفاة             | ألقاب أخرى بينما لا زال أمير أوراني  | أميرة أوراني                              |
| ----- | ------------------ | ------ | ------- | ----------------- | ------------------ | ------------------ | ------------------------------------ | ----------------------------------------- |
| 2.    | Prince William I ‏  |        | 1155    | 31 أكتوبر 1180    | قبل 30 يوليو 1218  | قبل 30 يوليو 1218  | أمير مشترك (مع إخوته); Lord of Baux ‏ | 1. Ermengarde of Mévouillon 2. Alix       |
| 3.    | Prince William II ‏ |        | –       | 31 أكتوبر 1180    | قبل 1 نوفمبر 1239  | قبل 1 نوفمبر 1239  | أمير مشترك (مع إخوته); Lord of Baux ‏ | Précieuse                                 |
| 4.    | Prince Raymond I   |        | –       | قبل 30 يوليو 1218 | 1282               | 1282               | Lord of Baux ‏                        | Malberjone of Aix                         |
| 5.    | Prince Bertrand II |        | –       | 1282              | بعد 21 يوليو 1314  | بعد 21 يوليو 1314  | Lord of Baux ‏                        | Eleanore of Geneva                        |
| 6.    | Prince Raymond II  |        | –       | بعد 21 يوليو 1314 | 1340, بعد 9 سبتمبر | 1340, بعد 9 سبتمبر | Lord of Baux ‏ وكوندروسيه             | Anne of Viennois                          |
| 7.    | Prince Raymond III |        | –       | بعد 9 سبتمبر 1340 | 10 فبراير 1393     | 10 فبراير 1393     | Lord of Baux ‏                        | 1. Constance of Trian 2. Jeanne of Geneva |
| 8.    | Princess Mary ‏     |        | –       | 10 فبراير 1393    | أكتوبر 1417        | أكتوبر 1417        | ليدي Arlay، Cuiseaux، وVitteaux      | Prince John I ‏                            |

#### عائلة شالون- آرلاي(أيضاً عائلة إيفريا من أسرة أنسكاريد)
لوردات عائلة شالون وآرلاي كانوا فرع الأخ الأصغر من العائلة الحاكمة لمقاطعة بورجوندي، أسرة إيفريا أو أسرة إيفريا. وقد تزوجوا من وريثة بو- أورانج.
| الرقم | الاسم              | الصورة  | الشعار | الميلاد      | أصبح أمير أورانيا | توقف عن اللقب  | الوفاة         | ألقاب أخرى بينما لا زال أمير أورانيا | أميرة أوراني                                                          |
| ----- | ------------------ | ------- | ------ | ------------ | ----------------- | -------------- | -------------- | --- | --------------------------------------------------------------------- |
| 9.    | Prince John I ‏     | لا يوجد |        | –            | 10 فبراير 1393    | أكتوبر 1417    | 2 سبتمبر 1418  | لورد Arlay، Cuiseaux وVitteaux | Princess Mary                                                         |
| 10.   | Prince Louis I ‏    | لا يوجد |        | 1390         | أكتوبر 1417       | 3 ديسمبر 1463  | 3 ديسمبر 1463  | لورد Arlay، Arguel، Orbe، وEchelens | 1. Jeanne of Montbéliard 2. Eleanor d'Armagnac 3. Blanche of Gamaches |
| 11.   | Prince William II ‏ | لا يوجد |        | –            | 3 ديسمبر 1463     | 27 سبتمبر 1475 | 27 سبتمبر 1475 | لورد Arlay وArguel | Catherine of Brittany                                                 |
| 12.   | Prince John II ‏    | لا يوجد |        | 1443         | 27 سبتمبر 1475    | 15 أبريل 1502  | 15 أبريل 1502  | Count of Tonnerre؛ لورد Arlay، Arguel وMontfaucon؛ أدميرال Guyenne | 1. Jeanne de Bourbon 2. Philiberte of Luxembourg                      |
| 13.   | Prince Philibert ‏  |         |        | 18 مارس 1502 | 15 أبريل 1502     | 3 أغسطس 1530   | 3 أغسطس 1530   | Viceroy of Naples ‏؛ أمير ملفي؛ Duke of Gravina؛ Count of Tonnerre، Charny، Penthièvre؛ فيسكونت بيزنسون؛ لورد Arlay، Nozeroy، Rougemont[بحاجة لتوضيح]، Orgelet وMontfaucon، فريق في الجيش الإمبراطوري. | بدون زوجة                                                             |

#### عائلة شالون- أورانج
ورث ريني إمارة البرتقال من عمه فيلبرت على شرط أن يحمل اسم وشعار بيت شالون-أورانج. ولذلك، فإنه عادة ما يحسب واحداً من عائلة شالون-أورانج، والتاريخ يعلم بأنه رينيه شالون، بدلاً من "ناسو".
| الرقم | الاسم        | الصورة | الشعار | الميلاد       | أصبح أمير أوراني | توقف عن اللقب | الوفاة        | ألقاب أخرى بينما لا زال أمير أوراني | أميرة أوراني     |
| ----- | ------------ | ------ | ------ | ------------- | ---------------- | ------------- | ------------- | --- | ---------------- |
| 14.   | Prince René ‏ |        |        | 5 فبراير 1519 | 3 أغسطس 1530     | 15 يوليو 1544 | 15 يوليو 1544 | أمين مدينة هولندا، زيلند، أوترخت وخيلدرز؛ مقاطعة ناساو (ألمانيا)، وVianden؛ فيكونت أنتويرب، بارون بريدا، Diest، هيرستال، Warneton، Beilstein، Arlay، وNozeroy؛ رب Dasburg، خيرتراودنبيرخ، Hooge en Lage Zwaluwe، Klundert، Montfort، نالدفايك، Niervaart، Polanen، ستينبيرخن، Bütgenbach، سانت فيث، وبيزنسون. | Anna of Lorraine |

#### عائلة أوراني - ناساو(التجسد الأول)
ورث ويليام من ناساو إمارة البرتقال من ابن عمه رينيه. وعلى الرغم من أن ويليام لم ينحدر من أي أمير من إمارة البرتقال، فإنه بسبب كون رينيه لم يكن لديه أطفال أو أشقاء، فقد مارس ويليام حقه كأمير سيادي بناء عن وصية رينيه أن تؤول أورانج لأول ابن عم له من جانب والده، الذي لم يكن في الواقع من أوراني. وقد بدأت بذلك الملكية الهولندية عائلة أوراني - ناساو.
| الرقم | الاسم                       | الصورة | الشعار               | الميلاد        | أصبح أمير أوراني | توقف عن اللقب  | الوفاة         | ألقاب أخرى بينما لا زال أمير أوراني | أميرة أوراني                                                                             |
| ----- | --------------------------- | ------ | -------------------- | -------------- | ---------------- | -------------- | -------------- | --- | ---------------------------------------------------------------------------------------- |
| 15.   | الأمير فيليم I              |        | .:                   | 24 أبريل 1533  | 15 يوليو 1544    | 10 يوليو 1584  | 10 يوليو 1584  | أمين مدينة هولندا، زيلند، أوترخت وفرايزلاند؛ مركيز فيراه وفليسنجن، Count of Nassau-Dillenburg، Katzenelnbogen، وVianden؛ فيكونت أنتويرب؛ بارون بريدا، كاوك، خرافه، Diest، هيرستال، Warneton، Beilstein، Arlay، وNozeroy؛ رب Dasburg، خيرتراودنبيرخ، Hooge en Lage Zwaluwe، Klundert، Montfort، نالدفايك، Niervaart، Polanen، ستينبيرخن، ويلمستاد، Bütgenbach، سانت فيث، وبيزنسون. | 1. Anna van Egmont 2. Anna of Saxony 3. شارلوت دي بوربون، ملكة قبرص 4. Louise de Coligny |
| 16.   | Prince Philip William       |        | [ 9 ]                | 19 ديسمبر 1554 | 10 يوليو 1584    | 20 فبراير 1618 | 20 فبراير 1618 | Count of Nassau-Dillenburg، بورين، ليردام، Katzenelnbogen، وVianden؛ فيكونت أنتويرب؛ بارون بريدا، كرانندونك، كاوك، آيندهوفن، خرافه، آيسلستاين، Diest، هيرستال، Warneton، Beilstein، Arlay، وNozeroy؛ رب Dasburg، خيرتراودنبيرخ، Hooge en Lage Zwaluwe، Klundert، Montfort، نالدفايك، Niervaart، Polanen، ستينبيرخن، Sint-Maartensdijk، ويلمستاد، Bütgenbach، سانت فيث، وبيزنسون. | Éléonore de Bourbon                                                                      |
| 17.   | موريس أوف ناساو أمير أورانج |        | [ 10 ] [ 11 ] [ 12 ] | 14 نوفمبر 1567 | 20 فبراير 1618   | 23 أبريل 1625  | 23 أبريل 1625  | أمين مدينة هولندا، زيلند، أوترخت، خيلدرز، أوفرايسل ومقاطعة خرونينغن؛ مركيز فيراه وفليسنجن؛ Count of Nassau-Dillenburg، بورين، ليردام، Katzenelnbogen، وVianden؛ فيكونت of أنتويرب؛ بارون Aggeris، بريدا، كرانندونك، كاوك، Daesburg، آيندهوفن، خرافه، نهر ليك، آيسلستاين، Diest، Grimbergen، هيرستال، Warneton، Beilstein، Bentheim-Lingen، مويرس، Arlay، وNozeroy؛ رب Dasburg، خيرتراودنبيرخ، Hooge en Lage Zwaluwe، Klundert، Montfort، نالدفايك، Niervaart، Polanen، ستينبيرخن، Sint-Maartensdijk، ويلمستاد، Bütgenbach، سانت فيث، وبيزنسون. | لم يكن له زوجة                                                                           |
| 18.   | فريدريك هندريك فان اورانيه  |        | [ 1 ]                | 29 يناير 1584  | 23 أبريل 1625    | 14 مارس 1647   | 14 مارس 1647   | أمين مدينة هولندا، زيلند، أوترخت، خيلدرز، وأوفرايسل؛ مركيز فيراه وفليسنجن؛ Count of Nassau-Dillenburg، بورين، ليردام، Katzenelnbogen، وVianden؛ فيكونت أنتويرب؛ بارون Aggeris، بريدا، كرانندونك، كاوك، Daesburg، آيندهوفن، خرافه، نهر ليك، آيسلستاين، Diest، Grimbergen، هيرستال، Warneton، Beilstein، Bentheim-Lingen، مويرس، Arlay، وNozeroy؛ رب Dasburg، خيرتراودنبيرخ، Hooge en Lage Zwaluwe، Klundert، Montfort، نالدفايك، Niervaart، Polanen، ستينبيرخن، Sint-Maartensdijk، ويلمستاد، Bütgenbach، سانت فيث، وبيزنسون. | أماليا من زولمس-براونفلز                                                                 |
| 19.   | Prince William II           |        | [ 1 ]                | 27 مايو 1626   | 14 مارس 1647     | 6 نوفمبر 1650  | 6 نوفمبر 1650  | أمين مدينة هولندا، زيلند، أوترخت، خيلدرز وأوفرايسل؛ مركيز فيراه وفليسنجن؛ Count of Nassau-Dillenburg، بورين، ليردام، Katzenelnbogen، وVianden؛ فيكونت أنتويرب؛ بارون Aggeris، بريدا، كرانندونك، كاوك، Daesburg، آيندهوفن، خرافه، نهر ليك، آيسلستاين، Diest، Grimbergen، هيرستال، Warneton، Beilstein، Bentheim-Lingen، مويرس، Arlay، وNozeroy؛ رب Dasburg، خيرتراودنبيرخ، Hooge en Lage Zwaluwe، Klundert، Montfort، نالدفايك، Niervaart، Polanen، ستينبيرخن، Sint-Maartensdijk، تورنهاوت، ويلمستاد، زيفين بيرخين [الإنجليزية]، Bütgenbach، سانت فيث، وبيزنسون. | Mary, Princess Royal                                                                     |
| 20.   | ويليام III                  |        | [ 1 ]                | 14 نوفمبر 1650 | 14 نوفمبر 1650   | 8 مارس 1702    | 8 مارس 1702    | قائمة ملوك إنجلترا، قائمة ملوك اسكتلندا، والملكية في أيرلندا، أمين مدينة هولندا، زيلند، أوترخت،خيلدرز، وأوفرايسل؛ مركيز فيراه وفليسنجن؛ Count of Nassau-Dillenburg، بورين (هولندا)، ليردام، Katzenelnbogen، وVianden؛ فيكونت أنتويرب؛ بارون Aggeris، بريدا، كرانندونك، كاوك، Daesburg، آيندهوفن، خرافه، نهر ليك، آيسلستاين، Diest، Grimbergen، هيرستال، Warneton، Beilstein، Bentheim-Lingen، مويرس، Arlay، وNozeroy؛ لورد بارن، Bredevoort، Dasburg، خيرتراودنبيرخ، Hooge en Lage Zwaluwe، Klundert، 't Loo ‏، Montfort، نالدفايك، Niervaart، Polanen، ستينبيرخن، Sint-Maartensdijk، سوست، Ter Eem، تورنهاوت، ويلمستاد، زيفين بيرخين [الإنجليزية]، Bütgenbach، سانت فيث، وبيزنسون. | ماري الثانية ملكة إنجلترا                                                                |

### اللقب بدون أراضي

#### عائلة أوراني - ناساو(التجسد الثاني)
ثاني عائلة لأوراني - ناساو (انظر عائلة أوراني - ناساو كانوا أعمام من جانب آبائهم وأمهاتهم من العائلة الأولى.

##### رأس العائلة
| الرقم | الاسم                              | الصورة | الشعار | وريث                       | الميلاد       | أصبح أمير أوراني | توقف عن اللقب                                         | الوفاة         | ألقاب أخرى بينما لا يزال أمير أوراني | أميرة أوراني                             |
| ----- | ---------------------------------- | ------ | ------ | -------------------------- | ------------- | ---------------- | ----------------------------------------------------- | -------------- | --- | ---------------------------------------- |
| 21.   | Prince John William Friso          |        | [ 13 ] | ويليام الثالث ملك إنجلترا  | 4 أغسطس 1687  | 8 مارس 1702      | 14 يوليو 1711                                         | 14 يوليو 1711  | أمين مدينة فرايزلاند ومقاطعة خرونينغن؛ دوقية ناساو → عائلة أوراني - ناساو؛ مركيز فيراه وفليسنجن؛ كونت بورين، ليردام، Katzenelnbogen، Spiegelberg، وVianden؛ فيكونت أنتويرب؛ بارون Aggeris، بريدا، كرانندونك، كاوك، Daesburg، آيندهوفن، خرافه، نهر ليك، آيسلستاين، Diest، Grimbergen، هيرستال، Warneton، Beilstein، Arlay، وNozeroy؛ Hereditary Lord of أمالاند؛ رئيس بارن، Bredevoort، Dasburg، خيرتراودنبيرخ، Hooge en Lage Zwaluwe، Klundert، Liesveld، 't Loo ‏، Montfort، نالدفايك، Niervaart، Polanen، ستينبيرخن، Sint-Maartensdijk، سوست، Ter Eem، تورنهاوت، ويلمستاد، زيفين بيرخين [الإنجليزية]، Bütgenbach، سانت فيث، وبيزنسون. | Landgravine Marie Louise of Hesse-Kassel |
| 22.   | ويليام الرابع أمير أورانيا         |        |        | Prince John William Friso  | 1 سبتمبر 1711 | 1 سبتمبر 1711    | 22 أكتوبر 1751                                        | 22 أكتوبر 1751 | قائمة حكام عوام مقاطعات البلدان المنخفضة؛ عائلة أوراني - ناساو؛ مركيز of فيراه وفليسنجن؛ كونت بورين، كولمبورخ، ليردام، وVianden؛ فيكونت of أنتويرب؛ بارون Aggeris، بريدا، كرانندونك، كاوك، Daesburg، آيندهوفن، خرافه، نهر ليك، آيسلستاين، Diest، Grimbergen، هيرستال، Warneton، Arlay، وNozeroy؛ Hereditary Lord of أمالاند؛ رب of بارن، Bredevoort، Dasburg، خيرتراودنبيرخ، Hooge en Lage Zwaluwe، Klundert، Liesveld، 't Loo ‏، Montfort، نالدفايك، Niervaart، Polanen، ستينبيرخن، Sint-Maartensdijk، سوست، Ter Eem، تورنهاوت، ويلمستاد، زيفين بيرخين [الإنجليزية]، Bütgenbach، سانت فيث، وبيزنسون.                                   | آن أميرة أورانج                          |
| 23.   | فيليم الخامس أمير أورانيا          |        |        | ويليام الرابع أمير أورانيا | 8 مارس 1748   | 22 أكتوبر 1751   | 9 أبريل 1806                                          | 9 أبريل 1806   | قائمة حكام عوام مقاطعات البلدان المنخفضة؛ عائلة أوراني - ناساو؛ مركيز of فيراه وفليسنجن؛ كونت بورين، كولمبورخ، ليردام، وVianden؛ فيكونت of أنتويرب؛ بارون Aggeris، بريدا، كرانندونك، كاوك، Daesburg، آيندهوفن، خرافه، نهر ليك، آيسلستاين، Diest، Grimbergen، هيرستال، Warneton، Arlay، وNozeroy؛ Hereditary Lord of أمالاند؛ رب of بارن، Bredevoort، Borculo، Dasburg، خيرتراودنبيرخ، Hooge en Lage Zwaluwe، Klundert، Lichtenvoorde، Liesveld، 't Loo ‏، Montfort، نالدفايك، Niervaart، Polanen، ستينبيرخن، Sint-Maartensdijk، سوست، Ter Eem، تورنهاوت، ويلمستاد، زيفين بيرخين [الإنجليزية]، Bütgenbach، سانت فيث، وبيزنسون.           | Princess Wilhelmine of Prussia ‏          |
| 24.   | Prince William VI لاحقاً فيلم الأول |        |        | فيليم الخامس أمير أورانيا  | 24 أغسطس 1772 | 9 أبريل 1806     | 16 مارس 1815 سقط اللقب عندما تحول إلى أول ملك لهولندا | 7 أكتوبر 1840  | عائلة أوراني - ناساو؛ مركيز of فيراه وفليسنجن؛ كونت of بورين (هولندا)، كولمبورخ، ليردام، وVianden؛ فيكونت أنتويرب؛ بارون Aggeris، بريدا، كرانندونك، كاوك، Daesburg، آيندهوفن، خرافه (هولندا)، نهر ليك، آيسلستاين، Diest، Grimbergen، هيرستال، Warneton، Arlay، وNozeroy؛ Hereditary Lord of أمالاند؛ رب بارن، Bredevoort، Borculo، خيرتراودنبيرخ، Hooge en Lage Zwaluwe، Klundert، Lichtenvoorde، Liesveld، 't Loo ‏، Montfort، نالدفايك، Niervaart، Polanen، ستينبيرخن، Sint-Maartensdijk، سوست، Ter Eem، تورنهاوت، ويلمستاد، زيفين بيرخين [الإنجليزية]، Bütgenbach، سانت فيث، وبيزنسون.                                               | فيلهيلمينا من بروسيا، ملكة هولندا        |

##### أولياء عهد هولندا
| الرقم | الاسم                                       | الصورة | الشعار        | وريث                 | الميلاد        | أصبح وريث الملكية في هولندا                                 | أصبح أمير أورانيا                                           | توقف عن اللقب           | الوفاة         | ألقاب أخرى بينما لا زال أمير أوراني                            | زوجة                  |
| ----- | ------------------------------------------- | ------ | ------------- | -------------------- | -------------- | ----------------------------------------------------------- | ----------------------------------------------------------- | ----------------------- | -------------- | -------------------------------------------------------------- | --------------------- |
| 25.   | الأمير ويليام لاحقاً فيلم الثاني             |        | [ 14 ] [ 15 ] | فيلم الأول           | 6 ديسمبر 1792  | 16 مارس 1815 اعتلاء فيلم الأول العرش كملك                   | 16 مارس 1815 اعتلاء فيلم الأول العرش كملك                   | 7 أكتوبر 1840 أصبح ملكاً | 17 مارس 1849   | الملكية في هولندا، عائلة أوراني - ناساو                        | آنا بافلوفنا من روسيا |
| 26.   | الأمير ويليام لاحقاً فيلم الثالث             |        | [ 14 ] [ 15 ] | فيلم الثاني          | 19 فبراير 1817 | 7 أكتوبر 1840 اعتلاء فيلم الثاني العرش كملك                 | 7 أكتوبر 1840 اعتلاء فيلم الثاني العرش كملك                 | 17 مارس 1849 أصبح ملكاً  | 23 نوفمبر 1890 | الملكية في هولندا، عائلة أوراني - ناساو                        | صوفي (ملكة هولندية)   |
| 27.   | Prince William ‏                             |        | [ 14 ] [ 15 ] | فيلم الثالث          | 4 سبتمبر 1840  | 17 مارس 1849 اعتلاء فيلم الثالث العرش كملك                  | 17 مارس 1849 اعتلاء فيلم الثالث العرش كملك                  | 11 يونيو 1879           | 11 يونيو 1879  | الملكية في هولندا، عائلة أوراني - ناساو                        | لا يوجد               |
| 28.   | Prince Alexander ‏                           |        | [ 14 ] [ 15 ] | فيلم الثالث          | 25 أغسطس 1851  | 11 يونيو 1879 وفاة brother                                  | 11 يونيو 1879 وفاة brother                                  | 21 يونيو 1884           | 21 يونيو 1884  | الملكية في هولندا، عائلة أوراني - ناساو                        | لا يوجد               |
| 29.   | الأمير فيليم- ألكزاندر لاحقاً فيليم ألكساندر |        |               | بياتريكس ملكة هولندا | 27 أبريل 1967  | 30 أبريل 1980 اعتلاء بياتريكس ملكة هولندا العرش كملكة حاكمة | 30 أبريل 1980 اعتلاء بياتريكس ملكة هولندا العرش كملكة حاكمة | 30 أبريل 2013 أصبح ملكاً | –              | الملكية في هولندا، عائلة أوراني - ناساو, Jonkheer van Amsberg ‏ | ماكسيما ملكة هولندا   |
| 30.   | كاتارينا أماليا                             |        |               | فيليم ألكساندر       | 7 ديسمبر 2003  | 30 أبريل 2013 اعتلاء فيليم ألكساندر العرش كملك              | 30 أبريل 2013 اعتلاء فيليم ألكساندر العرش كملك              | الحالية                 | –              | أميرة هولندا، أميرة أوراني - ناساو                             | –                     |

#### آل هوهنتسولرن
- فريدريك الأول ملك بروسيا (1702–1713)، وهو سليل كبار في خط الإناث من وليام الصامت، الذي تنازل عن دعواه إلى أراضي أوراني إلى فرنسا في عام 1713، وذريته، ولكن احتفظ بحقه في استخدام اللقب في شكله الألماني: حالياً جورج فريدريك أمير بروسيا، "Prinz von Oranien" (1976-)

#### عائلة ميلي
- لويس دي ميلي ماركيز دي نسله ودي ميلي عينه الملك الفرنسي وذريته من خلال خط آخر من عائلة House of Châlon-Arlay، حالياً جاي، ماركيز دي نسله ودي ميلي، أمير أورانج.

#### عائلة بوربون
- لويس أرمان الثاني أمير كونتي [الإنجليزية]، عينه الملك الفرنسي، وذريته، Princes of Conti  [لغات أخرى]‏ وانقرض عام 1815.

## أمراء أوراني من عائلة أوراني- ناساو

### الخلفية التاريخية
كان ويليام الصامت (فيليم الأول) أول أمين مدينة هولندا وأبرز ممثل لعائلة أوراني في هولندا. وقد كان كونتاً لجزء من الأراضي الألمانية لدوقية ناساو ووريث بعض إقطاعيات والده في هولندا. ثم حصل فيليم على مزيد من الأراضي في هولندا (سيادة بريدا والعديد من التبعيات الأخرى) ميراثاً من ابن عمه رينيه شالون، أمير أورانج، عندما كان فيليم 11 عاماً فقط. بعد اغتيال فيليم في عام 1584 انتقل اللقب إلى ابنه فيليب فيليم (الذي كان قد احتجز رهينة في إسبانيا حتى 1596)، وبعد وفاته في 1618، انتقل اللقب إلى ابنه الثاني موريس، وأخيراً إلى ابنه الأصغر، فريدريك هندريك.
وقد أصبح لقب أمير أوراني مرتبطاً بمنصب الحاكم العام في هولندا.
وكان ويليام الثالث ملك إنجلترا (فيليم الثالث) أيضاً ملك إنجلترا، اسكتلندا وأيرلندا، ويتم الاحتفال بإرثه سنوياً من قبل نظام أورانج البروتستانتية.
ولم يكن لوليام وماري أطفالاً لذا فإنه بعد وفاته عام 1702 خلفه في هولندا جون وليام فريسو من ناسو-ديز، الذي تولى لقب الملك وليام بعد أن تركه في وصية. وكان المرشح الآخر الملك في بروسيا، الذي استند في دعواه إلى اللقب على وصية فريدريك هنري، جد وليام الثالث. وفي نهاية المطاف تم التوصل إلى حل وسط أن للعائلتين الحق في حمل لقب أمير أورانج. وفي ذلك الوقت كان مجرد لقباً لأن الإمارة قد ضمها لويس الرابع عشر ملك فرنسا.
وقد حمل خط فريسو اللقب كلقباً أساسياً له خلال القرن ال18. ثم طردهم الجيش الفرنسي من هولندا في عام 1795، ولكن عند عودتهم أصبح أمير أوراني السيادي الأول لهولندا في عام 1813.
وبعد تأسيس المملكة الحالية لهولندا في عام 1815، تم وضع اللقب دستورياً بشكل جزئي عن طريق التشريع ومنحه للابن الأكبر للملك وليام الأول من هولندا، الأمير ويليام، الذي أصبح لاحقاً وليام الثاني في هولندا. منذ عام 1983، وريث العرش الهولندي، سواء كان ذكرا أو أنثى، يحمل اللقب الطفل البكر وريث للعرش الهولندي يحمل لقب الأمير / الأميرة الوراثي لأوراني. عندما أصبح فيليم أالكسندر والد الأميرة كاثرينا -أماليا ملك هولندا بعد تنازل الملكة بياتريكس أصبحت هي أميرة أوراني.

### أسلوب النداء
أمير/ة أوراني ينادى بصاحب / صاحبة السمو الملكي أمير/ة أوراني (بالهولندية: Zijne/Hare Koninklijke Hoogheid de Prins(es) van Oranje)).
خلال القرون 15، 16 وال17 كان أمير/ة أوراني ينادى بـ"صاحب / صاحبة السمو أمير/ة أوراني" (بالهولندية: Zijne/Hare Hoogheid de Prins(es) van Oranje)، باستثناء وليام الثالث، الذي صُنِفَ بالملكي.

### الشعار
استخدم أمراء أوراني في القرن ال16 وال17 المجموعات التالية من الشعارات. وكي يصبح ويليام أمير أوراني وضع شعار شالون-أرلاي في المركز ("باعتباره درع صغير") في شعار والده. وقد استخدم هذه الشعارات حتى 1582 عندما اشترت ماركيزية فيراه وفليسينجن. ثم استخدم بعد ذلك الشعار المنسوب إلى فريدريك هنري، وما إلى ذلك مع شعار الماركيزية في أعلى الوسط، وشعار مقاطعة بورين في أسفل الوسط. ويظهر من هذا التعقيد المتزايد كيفية استخدام الشعارات لتعكس الموقف السياسي المتزايد والتطلعات الملكية لعائلة أوراني - ناساو.

شعار René of Châlon كأمير أوراني.[1]
شعار ويليام الصامت كأمير أوراني حتى عام 1582 وابنه الأكبر Philip William[20]
شعار استخدمه موريس أوف ناساو أمير أورانج يظهر مقاطعة مورس (يسار أعلى الوسط ويمين الوسط السفلي) وشعار أمه من ولاية سكسونيا (في الوسط) [1][11][12]
الشعار الذي استخدمه ويليام الصامت بعد 1582، فريدريك هندريك فان اورانيه، William II، وويليام الثالث ملك إنجلترا كأمير أوراني[20]
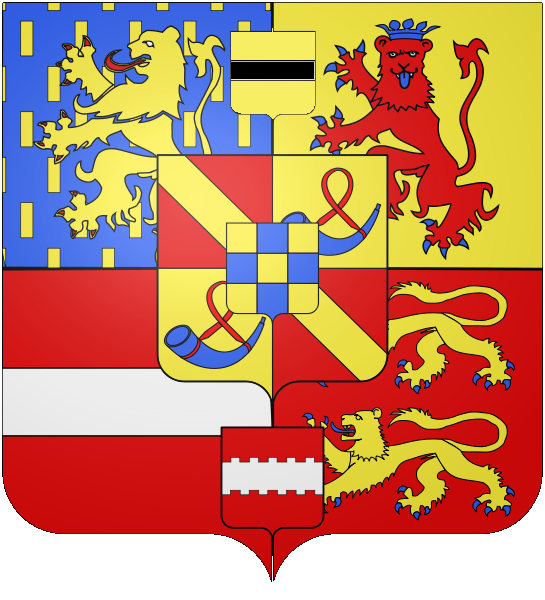
شعار بديل يستخدمه أحياناً فريدريك هندريك فان اورانيه، William II، وويليام الثالث ملك إنجلترا كأمير أوراني تظهر مقاطعة مورس في أعلى الوسط بدلاً من فيراه.

## كونتات أوراني في أول عائلة لأوراني
إن أول عائلة لأوراني هي نوعاً من التخمين نظراً للطبيعة المجزأة للوثائق في العصور الوسطى المبكرة. صفحة ويكيبيديا الفرنسية لfirst House of Orange قدمت من هم معروفون مع المراجع. وفيما يلي الرسم البياني لهم.
أحفاد بونس دي موفوالون Pons de Mevouillon (شعار كونتات أوراني هو نقطة مرجعية. ولم توجد الشعارات موجودة حتى أواخر القرن ال12 ". :
```
Pons de Mevouillon
 

 x Blismodis
 |
 | --> Humbert 
évêque de Vaison
, jusqu’en 1005 

 |
 | --> Garnier, 
évêque d’Avignon
 (976–991) 

 |
 | --> Ison
 |
 | --> 
Pons II de Mevouillon
 (ca 920–986) 

       x Richilde, originaire de l’
Uzège

       |
       | --> 
Féraud de Nice
  
évêque de Gap
 

       |
       | --> 
Pierre de Mirabel
  
évêque de Vaison
 

       |
       | --> 
Pons III de Mevouillon

       |      |    ... --> 
Descendance Mevouillon... 

       |
       | --> Arnoul de Theys
       |      |    ... --> 
Descendance Theys... 

       |
       | --> Gérard
       |
       | --> Rambaud
       |
       | --> Raoul
       |
       | --> 
Laugier de Nice
 (ca 1050-1032) 

             x  
Odile de Provence
 (976–1032), fille de 
Guillaume Ier de Provence

             |
             | --> 
Rostan de Gréolières

             |      |    ... --> 
Descendance Gréolières... 

             |
             | --> 
Pierre de Nice
، 
évêque de Sisteron
 (1043–1059) 

             |
             | --> Jauccara de Nice
             |      x  
Amic de Vence-Avignon

             |
             | --> Gerberge de Nice
             |       x  
fr:Bérenger d’Avignon:Bérenger d’Avignon
.
             |
             | --> 
Rambaud de Nice
 (1006–1073) 

                    x 1032 
Accelena d’Apt

                    |
                    | --> 
Laugier d’Apt

                          x Amancia de Lacoste-Castellane
                    |
                    | --> Odila de Nice
                         x Boniface de Reillanne
                    |
                    | --> 
Gisla de Nice

                          x 
Rostang d'Agoult
 

                          |
                          | -->  
Laugier d'Agout
، 
évêque d'Apt
, croisé 

                    |
                    | --> 
Pierre II de Nice
 
évêque de Sisteron
, puis  
évêque de Vaison
 

                    |
                    | --> Rostan de Fréjus
                          x Accelena de Marignane
                    |
                    | --> Rambaud de Nice, seigneur de 
Gréolières
 (+ jeune)
                    |
                    x  
Bélieldis de Marseille

                    |
                    | --> Amic
                    |
                    | --> Guillaume
                    |
                    x avant 1045 
Azalaïs de Reillanne
, veuve de 
Guilhem d'Agoult
 

                    |
                    | --> 
Bertrand-Rambaud d’Orange
 

                          x 1068 Adélaïde de Cavenez, veuve de 
Guillaume V Bertrand de Provence
 

                          |
                          | --> Léger ou Laugerus, 
évêque d’Avignon
(1124 ou 1126–1142) 

                          |
                          | --> Jausserand Laugier, seigneur de 
Gréolières

                          |
                          x 1064 Gerberge, fille de 
Foulques Bertrand de Provence
 

                          |
                          | --> Pierre
                          |
                          | --> 
Rambaud II d'Orange, the crusader
 or 
English Wiki
 
 
[لغات أخرى]
‏

                                |
                                | --> 
Thiburge d'Orange
 

                                     x 1104 
Giraud Adhémar de Monteil
 

                                     |
                                     x 1129 
Guillaume d'Aumelas
 

                                     |
                                     | --> 
Raimbaut d'Orange, the famous troubadour.
 or 
English Wiki
 
 
[لغات أخرى]
‏

                                     |
                                     | --> 
Thiburge II d'Orange

                                     |   x 1171 
Bertrand des Baux
 

                                         |
                                         | --> Hughes IV
                                         |
                                         | --> Bertrand II
                                         |
                                         | --> Thiburge
                                         |
                                         | --> 
Guillaume des Baux
 or 
English Wiki
 
 
[لغات أخرى]
‏
 
                                              x Ermengarde de Mévouillon
                                              |
                                              | --> 
Guillaume II des Baux
 or 
English Wiki
 
 
[لغات أخرى]
‏
```

## الأدب
- Herbert H. Rowen, The princes of Orange: the stadholders in the Dutch Republic. Cambridge and New York: Cambridge University Press, 1988.
- John Lothrop Motley, "History of the United Netherlands from the الوفاة of William the Silent to the Synod of Dort". London: John Murray, 1860.
- John Lothrop Motley, "The Life and death of John of Barenvelt". New York & London: Harper and Brothers Publishing, 1900.
- Petrus Johannes Blok, "History of the people of the Netherlands". New York: G. P. Putnam's sons, 1898.
- Reina van Ditzhuyzen, Het Huis van Oranje: prinsen, stadhouders, koningen en koninginnen. Haarlem : De Haan, [1979].